# Fucus spiralis

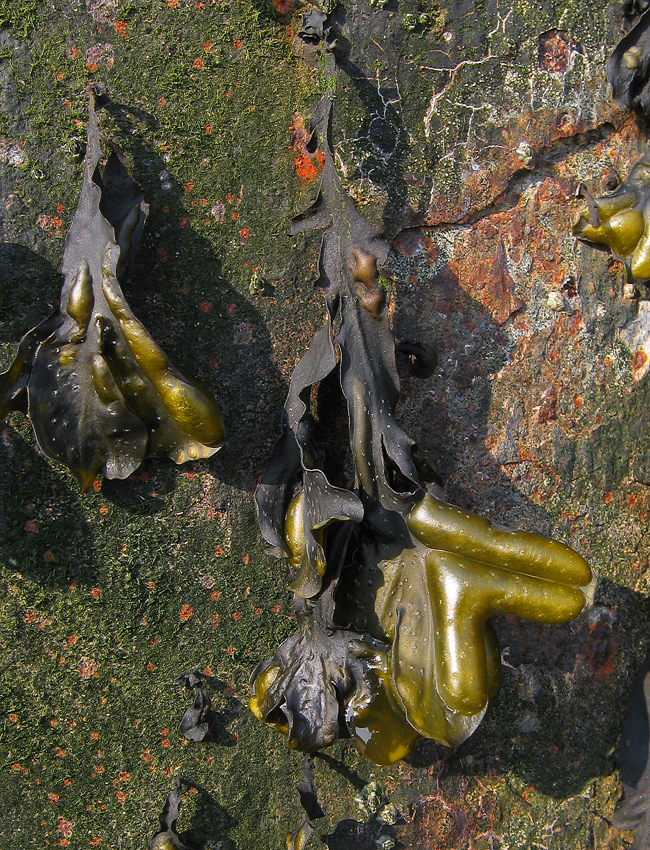
Fucus spiralis var. platycarpus.

A Fucus spiralis L. , comummente conhecida como tremoço-do-mar, é uma espécie de alga castanha (Phaeophyceae) da família das Fucáceas, com distribuição natural na zona entremarés das costas atlânticas da Europa e América do Norte. É uma macroalga com talos que podem atingir 30 cm de comprimento, formando frondes robustas.

## Descrição
Fucus spiralis é morfologicamente similar às espécies F. vesiculosus e F. serratus, as outras espécies comuns de Fucus das costas da Europa. A espécie é frequentemente confundida com Fucus vesiculosus, uma espécie estreitamente aparentada e com a qual hibridiza.
As frondes de F. spiralis são de cor castanho-esverdeados, com laivos amarelados, crecendo até 30 cm de comprimento. Os talos ramificam-se dicotomicamente de forma ligeiramente irregular na sua parte distal. As frondes ligam-se ao substrato rochoso por um rizóide de forma discóide.
As frondes são constituídas por talos planos, coriáceas, com uma pseudo-nervura central, claramente retorcidas em espiral, sem bordos serrilhados, característica que distingue F. spiralis das espécie morfologicamente similar F. serratus. Não apresente vesículas de gás (aerocistos) o que a distingue de F. vesiculosus.
O ciclo de vida da espécie é simples e baseia-se em órgãos reprodutores instalados na parte distal das frondes. Os órgãos reprodutores têm forma arredondada e instalam-se sobre zonas espessadas nos extremos distais dos talos, usualmente em pares.  Nos conceptáculos, depois da meiose, são produzidos oogónios e anterídios que são libertados de imediato. A fertilização é externa e o zigoto desenvolve-se directamente num novo indivíduo, ou seja num esporófito diplóide.

## Distribuição
É uma espécie comum das costas ocidentais da Europa, desde Portugal Continental à Escandinávia, abarcando ainda o Arquipélago dos Açores, as Ilhas Canárias, o Norte de África e a costa Leste da América do Norte. As três espécies do género Fucus atrás mencionadas (F. spiralis, F. vesiculosus e F. serratus), em conjunto com Pelvetia canaliculata e Ascophyllum nodosum, são as formas de macroalgas dominantes nas costas rochosas das Ilhas Britânicas.

## Culinária
O tremoço-do-mar é uma alga comestível e faz parte da gastronomia tradicional dos Açores, sendo considerada um petisco.
Com base num estudo, levado a cabo pela Universidade do Porto em 2008, foi determinado que, por cada 100 gramas de tremoços-do-mar secos há um valor médio de lípidos 1,87 gramas.